# Карабаське сільське поселення (Ялуторовський район)
Караба́ське сільське поселення (рос. Карабашское сельское поселение) — муніципальне утворення у складі Ялуторовського району Тюменської області, Росія.
Адміністративний центр — село Карабаш.

## Населення
Населення — 532 особи (2020; 551 у 2018, 616 у 2010, 678 у 2002).

## Склад
До складу поселення входять такі населені пункти:
| Населений пункт           | Населення, осіб (2002) | Населення, осіб (2010) |
| ------------------------- | ---------------------- | ---------------------- |
| Карабаш, село             | 563                    | 544                    |
| Малий Карабашок, присілок | 115                    | 72                     |